# Antagoniste (anatomie)
Pour les articles homonymes, voir Antagoniste (homonymie).
En anatomie et myologie, un antagoniste est un muscle ou un groupe de muscles qui s'opposent au mouvement créé par les agonistes. Lorsqu'un muscle travaille, le muscle opposé ne travaille pas, sinon il empêcherait le mouvement de se produire, car les deux muscles se compenseraient. Lors d'un effort musculaire, le muscle agoniste est celui qui se contracte, le muscle antagoniste est celui qui s'étire en réaction à cette contraction. Ainsi, chaque muscle possède son muscle antagoniste.

## Exemples
- Le groupe agoniste/antagoniste : muscle quadriceps fémoral pour l'extension du genou versus les muscles ischio-jambiers pour la flexion de celui-ci.
- Les fléchisseurs plantaires versus les extenseurs dorsaux du pied.

- Si on plie le bras, le biceps se contracte et est donc le muscle agoniste, tandis que le triceps s'étire, et est donc le muscle antagoniste. Lorsque l'on allonge le bras, c'est l'inverse.